# Sante Ceccherini
Sante Lorenzo Minotti Ceccherini (ur. 15 listopada 1863 w Incisa in Val d’Arno, zm. 9 sierpnia 1932 w Marina di Pisa) – włoski generał i szermierz, srebrny medalista olimpijski.

## Życiorys
Wstąpił do szkoły wojskowej w wieku 15 lat. Ukończył studia w akademii wojskowej w Modenie w 1884. Służył w formacjach bersalierów. W 1897 zdobył mistrzostwo Włoch w szabli i uzyskał promocję na stopień kapitana, a w 1910 otrzymał stopień majora. Walczył w wojnie włosko tureckiej, za którą otrzymał srebrny i brązowy Medal za Męstwo Wojskowe. Podczas I wojny światowej dowodził 12 pułkiem bersalierów. Za udział w drugiej bitwie nad Isonzo i bitwie nad Piawą został awansowany w kwietniu 1918 do stopnia generała i otrzymał dwa srebrne Medale za Męstwo Wojskowe.
9 września 1918 został kawalerem Orderu Sabaudzkiego Wojskowego, a 9 lutego 1919 oficerem tego orderu.
W 1922 wziął udział w marszu na Rzym na czele legionu toskańskiego.
Na igrzyskach olimpijskich w Londynie w 1908 roku wspólnie z Riccardo Nowakiem, Abelardo Olivierem, Marcello Bertinettim i Alessandro Pirzio Birolim zdobył srebrny medal w szabli drużynowej. W turnieju indywidualnym dotarł do półfinałów, w których wycofał się z rywalizacji. Startował również w szpadzie indywidualnej, w której odpadł w pierwszej rundzie.